# Copa Paulista de Futebol de 2015
A Copa Paulista de Futebol de 2015, foi a 21.ª edição da competição. A Copa Paulista é o segundo torneio em importância a ser organizado pela Federação Paulista de Futebol. O intuito desse campeonato é ocupar durante o segundo semestre times que não tiveram sucesso ao longo da temporada, ou querem exercitar seu time reserva (no caso dos chamados "grandes").
Devido à mudança no número de participantes da Série D do Campeonato Brasileiro de 2016, o Estado de São Paulo conquistou mais duas vagas e, excepcionalmente, os finalistas da Copa Paulista 2015 garantem vagas nesta competição. Além disso, o campeão ganha uma vaga na Copa do Brasil de 2016.

## Critérios de participação
Têm vaga assegurada:
- Os 12 primeiros classificados da Série A1.
- Os 11 primeiros classificados da Série A2.
- Os 09 primeiros classificados da Série A3.
- Em caso de desistência, preenche a vaga o clube na classificação subsequente.
- Não poderão participar do campeonato as equipes rebaixadas da Série A3 de 2015 para a Série B de 2016.

## Fórmula de disputa
- Primeira fase. Participarão 19 clubes que formarão quatro grupos regionalizados com cinco clubes cada um e um grupo com quatro clubes que jogarão entre si, em turno e returno, classificando-se para a fase seguinte os três clubes melhores colocados de cada grupo.
- Segunda fase. Os 12 clubes classificados formarão três grupos com quatro clubes cada e jogarão entre si, em turno e returno, classificando-se para a fase seguinte os dois clubes melhores colocados de cada grupo e os dois melhores terceiros colocados
- Terceira fase (quartas-de-final). Os oito clubes classificados formarão quatro grupos com dois clubes cada e jogarão entre si, em turno e returno, classificando-se para a fase seguinte o clube melhor colocado de cada grupo.
- Quarta fase (semifinal). Os quatro clubes classificados formarão dois grupos com dois clubes cada e jogarão entre si, em turno e returno, classificando-se para a fase seguinte o clube melhor colocado de cada grupo.
- Quinta fase (final). Os dois clubes classificados jogarão entre si, em turno e returno, para definir o clube campeão e vice-campeão.

## Participantes
A princípio seriam 20 participantes da Copa Paulista de 2015, porém o Capivariano desistiu, restando assim 19 clubes.
| Equipe           | Cidade                | Estádio (mando)         | Capacidade | Títulos               |
| ---------------- | --------------------- | ----------------------- | ---------- | --------------------- |
| Audax            | São Paulo             | Prefeito José Liberatti | 17 780     | 0 (não possui)        |
| Catanduvense     | Catanduva             | Silvio Salles           | 16 444     | 0 (não possui)        |
| Grêmio Barueri   | Barueri               | Arena Barueri           | 31 452     | 0 (não possui)        |
| Independente-SP  | Limeira               | Limeirão                | 18 000     | 0 (não possui)        |
| Ituano           | Itu                   | Novelli Júnior          | 18 560     | 1 (2002)              |
| Juventus-SP      | São Paulo             | Rua Javari              | 5 000      | 1 (2007)              |
| Linense          | Lins                  | Gilbertão               | 15 770     | 0 (não possui)        |
| Mirassol         | Mirassol              | Campos Maia             | 15 000     | 0 (não possui)        |
| Nacional-SP      | São Paulo             | Nicolau Alayon          | 10 117     | 0 (não possui)        |
| Paulista         | Jundiaí               | Jayme Cintra            | 13 905     | 3 (1999, 2010 e 2011) |
| Penapolense      | Penápolis             | Tenente Carriço         | 8 769      | 0 (não possui)        |
| Primavera        | Indaiatuba            | Estádio Ítalo Limongi   | 10 220     | 0 (não possui)        |
| Rio Branco-SP    | Americana             | Décio Vitta             | 16 300     | 0 (não possui)        |
| Rio Preto        | São José do Rio Preto | Anísio Haddad           | 14 014     | 0 (não possui)        |
| São Bento        | Sorocaba              | Walter Ribeiro          | 13 722     | 1 (2002)              |
| São Bernardo     | São Bernardo do Campo | Primeiro de Maio        | 21 800     | 1 (2013)              |
| São José-SP      | São José dos Campos   | Mário Pereira           | 12 000     | 0 (não possui)        |
| União Barbarense | Santa Bárbara d'Oeste | Antonio Guimarães       | 14 913     | 0 (não possui)        |
| XV de Piracicaba | Piracicaba            | Barão de Serra Negra    | 18 000     | 0 (não possui)        |